# 20 січня
20 січня — 20-й день року в григоріанському календарі. До кінця року залишається 345 днів (346 днів — у високосні роки).

## Свята і пам'ятні дні

### Національні
- Україна:
  - День Автономної Республіки Крим.
  - День пам'яті захисників Донецького аеропорту.
- Азербайджан: День всенародної скорботи.
- Латвія: День пам'яті захисників барикад 1991 року.
- Іспанія: Тамборрада.

### Релігійні

#### Західне християнство
- Пам'ять папи Фабіана;
- Пам'ять святих Євфимія Великого, Севастіана Нарбонського, Безіля Моро[en], Марії Христина Брандо, Євстохії Смеральди Калафато[en], Манчестера Леманаганського[en], Стівена Мін Кук-ка[en];
- Пам'ять святого Річарда Ролл де Хемпола (Англіканська церква).

#### Східне християнство[1]
- Пам'ять преподобних Євфимія Великого, Євфимія Печерського, Лаврентія Печерського;
- Пам'ять мучеників Інни, Пінни і Римми, Васса, Євсевія, Євтихія і Василіда.

## Іменини
✝  Католицькі: Безіль (Василь), Євфимій, Євстохія, Марія, Манчестер, Севастіан, Стівен.
✙ Православні: Васс, Василід, Євфимій, Євсевій, Євтихій, Лаврентій, Інна, Пінна і Римма.

## Події

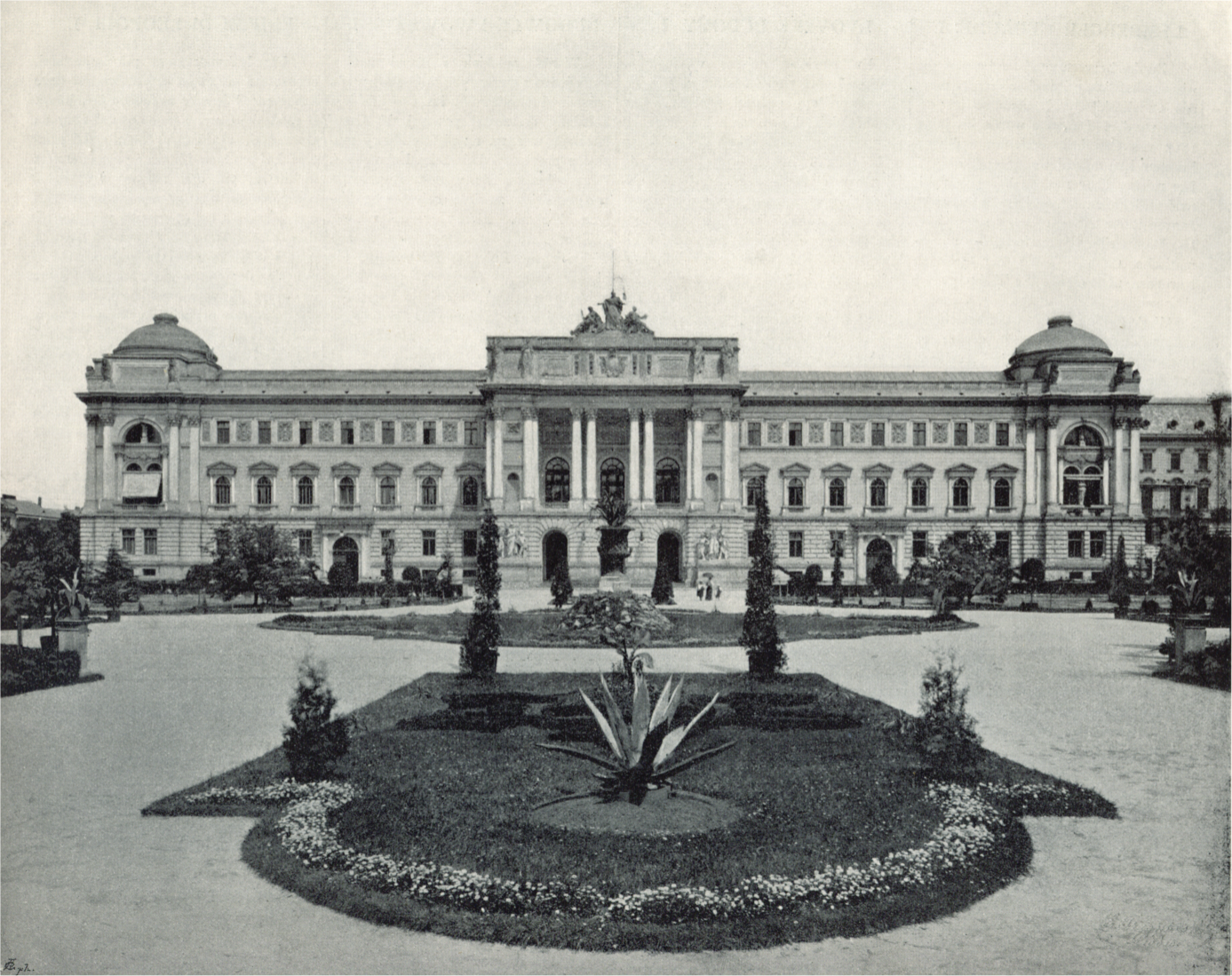
Львівський університет, нині — Львівський національний університет ім. Івана Франка

Печатка ЦРУ

- 1265 — Симон де Монфор вперше зібрав Палату громад Англійського парламенту.
- 1320 — вперше у Вавелі короновано польського короля. Це був Владислав I Локетек, що об'єднав державу для боротьби з Тевтонським орденом.
- 1633 — 68-річний італійський фізик Галілео Галілей вирушив з Флоренції до Риму, щоб постати перед судом інквізиції. 21 червня на слуханнях своєї справи він публічно відмовився від підтримки теорії про обертання Землі навколо Сонця.
- 1661 — Ян II Казимир надав єзуїтській колегії у Львові «гідність академії і титул університету».
- 1841 — британці окупували острів Гонконг.
- 1892 — в Олбані, штат Нью-Йорк, зіграли першу офіційну баскетбольну гру.
- 1915 — почалась Зимова битва в Карпатах на Східному фронті Першої світової війни.
- 1918 — у Києві відкрився всеукраїнський церковний собор.
- 1920 — поляки ліквідували автономні права та самоврядування Галичини (Галицький крайовий сейм і Крайовий виділ) і поділили Галичину на три воєводства: Львівське, Станиславівське та Тернопільське.
- 1921 — Великі національні збори Туреччини прийняли першу конституцію країни.
- 1925 — СРСР установив дипломатичні відносини з Японією, що також зобов'язалася вивести війська з Північного Сахаліну.
- 1943 — у Головній ставці Гітлера (у Пруссії) міністр закордонних справ Німеччини Йоахім фон Ріббентроп і посол Японії Хіроши Ошима підписали договір про економічне співробітництво, метою якого було «об'єднати весь потенціал економічного простору Європи і Східної Азії для ведення тотальної війни».
- 1942 — на Ванзейській конференції керівники нацистської Німеччини визначили шляхи та засоби «остаточного розв'язання єврейського питання».
- 1943 — у Вінніпезі (Канада) вийшов перший номер газети «Українське слово».
- 1945 — у Вашингтоні відбулася інавгурація Франкліна Рузвельта, обраного президентом США на четвертий термін.
- 1946 — Президент США Гаррі Трумен заснував Центральну розвідувальну групу, що згодом стала ЦРУ.
  - після відмови Національних зборів підтримати його пропозицію про фактичний перехід Франції до режиму президентської республіки Шарль де Голль, який з 1944 року очолював країну, подав у відставку з поста глави уряду.
- 1954 — ЦРУ завершило будівництво секретного тунелю із Західного Берліна до Східного з метою підімкнення до радянських і східнонімецьких телефонних комунікацій.
- 1958 — у Лондоні з'явилися перші поліцейські з радарами для визначення порушників швидкості руху на дорогах.
- 1961 — 44-річний демократ Джон Фіцджеральд Кеннеді, обраний 8 листопада 1960, став 35-м президентом США, наймолодшим серед своїх попередників і першим католиком на цьому посту. Кеннеді, передвиборче гасло якого було «Голосуйте за нас і ми розворушимо цю країну», з мінімальною перевагою переміг свого конкурента — колишнього віцепрезидента республіканця Річарда Ніксона.
- 1969 — республіканець Річард Ніксон став 37-м президентом США, змінивши на цьому посту колишнього віцепрезидента в адміністрації Джона Кеннеді демократа Ліндона Джонсона, який став президентом після вбивства Кеннеді в 1963.
- 1972 — розпочалася друга хвиля арештів дисидентів в Україні (перша була 1965 року).
- 1980 — Президент США Джиммі Картер оголосив бойкот Олімпійських ігор у Москві.
- 1986 — відбулася зустріч президента Франції Франсуа Міттерана і прем'єр-міністра Великої Британії Маргарет Тетчер, які підписали договір про будівництво тунелю під протокою Ла-Манш.
- 1990 — «чорний січень»: у ніч з 19 на 20 січня за вказівкою президента СРСР Михайла Горбачова, радянська армія зі суходолу та з моря напали в Баку на беззбройних опозиціонерів, загинуло понад 150 осіб і поранено 100.
- 1991 — у Кримській області УРСР відбувся Всекримський референдум про відновлення Кримської АРСР, результати якого визнала Україна.
- 1996 — лауреат Нобелівської премії миру, лідер Організації Визволення Палестини Ясір Арафат став першим в історії палестинського народу демократично обраним лідером.
- 1998 — з невеликою перевагою Вацлав Гавел у другому турі виборів повторно виграв президентські вибори у Чехії.
- 2001 — за поданням прокуратури президент Кучма звільнив з посади Юлію Тимошенко, віцепрем'єр-міністра уряду Віктора Ющенка, звинувачену в контрабанді, підставі та приховуванні доходів.
- 2002 — пісня «My Sweet Lord» Джорджа Гаррісона очолила чарти — через 31 рік після першого потрапляння на вершину рейтингу.
- 2017 — 45-м президентом Сполучених Штатів став Дональд Трамп.
- 2021 — 46-м президентом Сполучених Штатів став Джо Байден — найстарший на момент інавгурації.
- 2025 — 47-м президентом Сполучених Штатів став Дональд Трамп.

## Народились

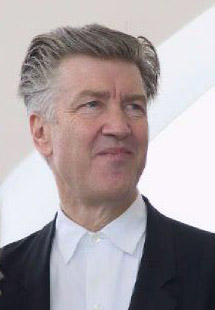
Девід Лінч

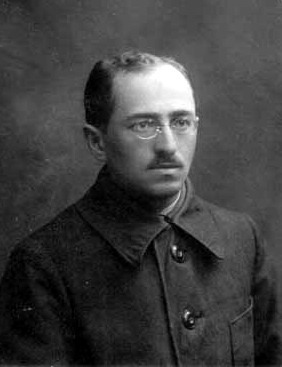
Броніслав Тарашкевич

Дивись також Категорія:Народились 20 січня
- 1435 — Асікаґа Йосімаса, 8-й сьоґун сьоґунату Муроматі.
- 1588 — Джованні Франческо Джессі, італійський художник епохи бароко.
- 1699 — Антун Каніжліч, хорватський поет і історик, єзуїт.
- 1775 — Андре-Марі Ампер, французький фізик і математик, творець основ електродинаміки.
- 1855 — Ернест Шоссон, французький композитор.
- 1865 — Михайло Туган-Барановський, український вчений-економіст, державний і громадський діяч.
- 1891 — Михайло Ельман, український і американський скрипаль-віртуоз.
- 1892 — Броніслав Тарашкевич, білоруський політичний діяч, один із укладачів орфографії білоруської мови (тарашкевиці). Репресований.
- 1897 — Євген Маланюк, український письменник, культуролог-енциклопедист, публіцист, літературний критик, сотник Армії УНР
- 1906 — Аристотель Онассіс, грецький судновласник-магнат, другий чоловік Жаклін Кеннеді.
- 1920 — Федеріко Фелліні, видатний італійський кінорежисер («Солодке життя», «Дорога», «Казанова Фелліні»)
- 1930 — Базз Олдрін, американський астронавт, друга у світі людина, яка ступила на поверхню Місяця.
- 1931 — Девід Лі, американський фізик, Нобелівський лауреат з фізики.
- 1946 — Девід Лінч, американський кінорежисер («Твін Пікс», «Малхолланд Драйв», «Загублене шосе»)
- 1946 — Джиммі Чамберс, тринідадський музикант, вокаліст групи Londonbeat.
- 1948 — Натан Щаранський, радянський дисидент, захисник прав людини в СРСР, міністр уряду Ізраїлю.
- 1950 — Пол Стенлі, гітарист і вокаліст знаменитих KISS.
- 1958 — Лоренцо Ламас, американський кіноактор.
- 1960 — Вільям Райт, американський геймдизайнер.
- 1963 — Інгеборга Дапкунайте, литовська акторка, яка знімається в різних країнах світу («Сім років у Тибеті», «Війна», «Молодий Ганнібал»)
- 1971 — Гері Барлоу, учасник гурту Take That.
- 1979 — Вілл Янг, британський виконавець, один з перших випускників «фабрики зірок» Pop Idol.
- 1998 — Фелікс Редька, український стендап-комік, гуморист.

## Померли

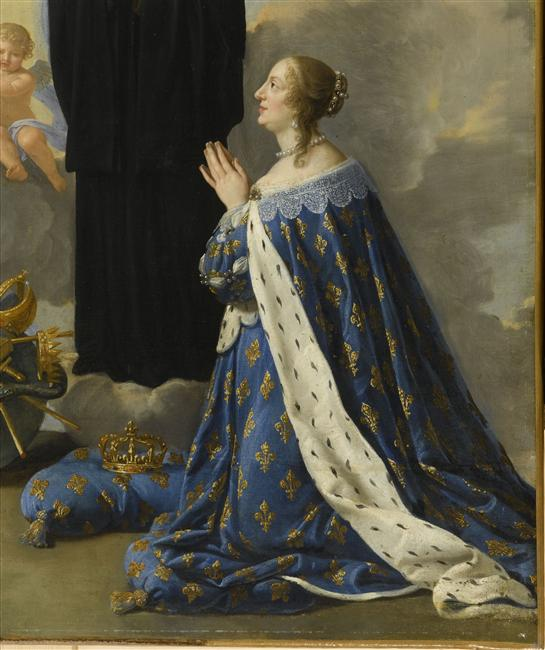
Анна Австрійська

Дивись також Категорія:Померли 20 січня
- 1666 — Анна Австрійська, дочка іспанського короля Філіпа ІІІ, ерцгерцогиня Австрійська, королева Франції, дружина Людовика XIII, регентка (1643—51) при малолітньому синові Людовику XIV.
- 1875 — Жан-Франсуа Мілле, французький художник XIX століття
- 1895 — Омелян Партицький, український вчений-мовознавець, етнограф, історик, педагог і громадський діяч.
- 1900 — Джон Раскін, англійський письменник, філософ, теоретик мистецтва, праці якого мали визначальний вплив на культурне життя Британії у другій половині XIX-го століття.
- 1983 — Гаррінча, бразильський футболіст, чемпіон світу 1962 року.
- 1984 — Джонні Вайссмюллер, американський плавець, 5-разовий олімпійський чемпіон, найвідоміший виконавець ролі Тарзана у фільмах 1930-40-х років.
- 1990 — Барбара Стенвік, американська акторка театру, кіно й телебачення.
- 1990 — Володимир, український релігійний діяч УАПЦ.
- 1991 — Луї Сеньє, французький театральний та кіноактор.
- 1993 — Одрі Гепберн, американська актриса бельгійського походження, лауреатка «Оскара» («Римські канікули» 1953; «Війна і мир», «Незабутній», «Моя чарівна леді»); в останні роки свого життя вона була Спеціальним послом ЮНІСЕФ.
- 2012 — Етта Джеймс, американська блюзова та R&B співачка.
- 2016 — Едмонда Шарль-Ру, французька письменниця, журналістка, експрезидент Гонкурівської академії.